# Новокостянтинівська сільська рада (Мелітопольський район)
| Новокостянтинівська сільська рада — колишній орган місцевого самоврядування у Мелітопольському районі Запорізької області з адміністративним центром у с. Новокостянтинівка. Історична дата утворення — 1943 рік. Водоймища на території, підпорядкованій даній раді: річка Домузла, Азовське море. 17 липня 2020 року, після ліквідації Приазовського району, село увійшло до складу Мелітопольського району. Сільській раді підпорядковані населені пункти: - с. Новокостянтинівка - с. Ігорівка |

## Склад ради
Рада складається з 14 депутатів та голови.

### Керівний склад ради
| ПІБ                    | Основні відомості                                                    | Дата обрання | Дата звільнення |
| ---------------------- | -------------------------------------------------------------------- | ------------ | --------------- |
| Марков Микола Петрович | Сільський голова, 1960 року народження, освіта, член Партії регіонів | 26.03.2006   | 31.10.2010      |

Примітка: таблиця складена за даними джерела